# Stanisław Małachowski
Stanisław Małachowski (Końskie, República de las Dos Naciones, 24 de agosto de 1736 - Varsovia, Gran Ducado de Varsovia, 29 de diciembre de 1809) fue un político polaco, conocido por ser la primera persona en ostentar el cargo de primer ministro de Polonia. Durante su carrera política, fue el encargado de coordinar el Gran Sejm entre 1788 y 1792, elaborar la Constitución del 3 de mayo de 1792 y principal responsable de las decisiones del Tribunal de justicia desde 1774, entre otros cargos políticos de gran relevancia en la Mancomunidad polaco-lituana.

## Biografía
El conde Stanisław Małachowski nació en Końskie, en el actual voivodato de Santa Cruz de Polonia el 24 de agosto de 1736. La familia Małachowski era una familia noble muy poderosa e influyente, dueña de una importante fortuna. Su padre, Jan Małachowski, había trabajado como militar y político para la República de las Dos Naciones. 
Stanisław estudió derecho y fue elegido diputado provincial del Sejm en 1764. En 1771 fue nombrado secretario de la corona polaca y miembro de la Cámara de Diputados en el Sejm, ganándose un gran respeto entre todos sus demás compañeros. Perteneció al Consejo Permanente del Gobierno y fue nombrado mariscal (presidente) del Gran Sejm, que tuvo lugar entre 1788 y 1792.
Fue uno de los principales autores de la Constitución del 3 de mayo de 1791. Firmó un año antes una alianza con Prusia con el objetivo de que proteger Polonia de la dominación extranjera. Malachowski era mucho más estricto que otros patriotas polacos acerca de la situación rusa en Polonia. Durante la guerra ruso-polaca de 1792, proporcionó grandes cantidades de fondos y alimentos para las tropas polacas estacionadas en el frente.
Pero el apoyo a rusa por parte de la Confederación de Targowica obligó a Malachowski a huir hacia el extranjero. No tomó parte en la Insurrección de Kościuszko en 1794. En 1799 fue detenido en Varsovia y encarcelado durante un año en Cracovia como prisionero del Estado. Después de la fundación de la Gran Ducado de Varsovia en 1807, tomó parte en ciertos asuntos del gobierno provisional y pronto se convirtió en Presidente del Senado. Murió el 29 de diciembre de 1809 en Varsovia, y su tumba se encuentra en la iglesia de la Santa Cruz de la misma ciudad.